# Jaroslav Balcar
Jaroslav Balcar ( Vrchlabí, Checoslovaquia, 27 de marzo de 1953 - 4 de abril de 2015) fue un esquiador checoslovaco que compitió en salto en esquí.

## Carrera
Su debut internacional fue en el Four Hills Tournament en la temporada 1975/76. Su hermano mayor Jindřich Balcar fue también saltador de esquí. Después del 33.º lugar en Oberstdorf y 40.º en Garmisch-Partenkirchen, llegó a la posición 23.º en Innsbruck. Después de una decepcionante 60.º lugar en Bischofshofen, fue 39.º lugar en la general. En los Juegos Olímpicos de Innsbruck 1976, participó en dos categorías individuales. Quedó cuarto y se quedó a las puertas de las medallas. En trampolín grande acabó 14.º. Después de estos resultaods en los Juegos, Balcar participó en el Four Hills Tournament en la temporada 1976/77 pero, a excepción de la 15.º lugar de Bischofshofen, no pasó del top 20 en ningún momento.